# Konstsaga
En konstsaga är en saga som till skillnad från folksagan har en känd författare. Konstsagan har vidare en konstnärlig och estetisk intention medan folksagan är kopplad till muntlig kultur. På engelska kallas genren literary fairytale, på danska och norska kunsteventyr samt på tyska Kunstmärchen.

## Konstsagans kännetecken
Konstsagan som genre skiljer sig från folksagor genom att platser och människor namnges i högre grad. Dess hjältar är mer självständiga och kan uppvisa känslor och tvivel. Konstsagan behandlar ofta existentiella eller moraliska problem och är ofta symbolisk. Ett av konstsagans vanligaste motiv är naturen och människans förhållande till den.

## Kända konstsagoförfattare
- H.C Andersen
- Elsa Beskow
- Zacharias Topelius
- Helena Nyblom
- Anna Wahlenberg
- Anna Maria Roos
- Selma Lagerlöf
- Hjalmar Bergman
- Tove Jansson
- Astrid Lindgren
- Vladimir Oravsky
- A.A. Milne
- Gösta Knutsson
- Lennart Hellsing
- Lewis Carroll
- Roald Dahl
- J.R.R Tolkien